# MSC Bellissima
El MSC Bellissima es un crucero de la clase Meraviglia operado por la naviera MSC Cruceros. Fue construido en Chantiers de l'Atlantique en Saint-Nazaire, Francia.
El barco se denominó MSC Meraviglia en la clase de cruceros Meraviglia de la compañía. Tiene un tonelaje de 171.598 toneladas brutas y una capacidad de 4.500 pasajeros. El barco entró en servicio en marzo de 2019.
MSC Cruceros anunció la suspensión de todos los itinerarios de América del Norte hasta el 30 de junio de 2020 debido a la pandemia de COVID-19.